# Nepticuloidea
De Nepticuloidea zijn een superfamilie van vlinders. De superfamilie telt ongeveer 1000 soorten, die over de gehele wereld voorkomen.

## Families en onderfamilies
- familie Nepticulidae (dwergmineermotten)
  - onderfamilie Nepticulinae
  - onderfamilie Pectinivalvinae
- familie Opostegidae (oogklepmotten)
  - Onderfamilie Oposteginae
  - Onderfamilie Opostegoidinae